# Canal 2
Canal 2 (anterior numit 2 Plus) a fost un canal de televiziune privat din Republica Moldova, care aparține omului de afaceri Vlad Plahotniuc. A fost lansat pe 21 noiembrie 2007, când CCA a retras licența de emisie a postului public român de televiziune TVR 1, pe motiv că nu a achitat taxele legate de echipament de retransmisie.
La început retransmitea postul de televiziune român Antena Internațional, după care a transmis 70% emisiuni proprii, lăsând cele 30% postului de televiziune român Antena 1. Începând cu 10 noiembrie 2010 a început să transmită gratuit pe frecvențele sale TVR1, invocând acest fapt prin necesitatea basarabenilor de a avea în casă o televiziune română de calitate. Astfel la Chișinău s-a deschis un sediu al Televiziunii Române, care va furniza știri locale pe ambele maluri ale Prutului. În viitor se planifică colaborarea reciprocă pentru lansarea unor emisiuni de interes comun. În prezent 2Plus transmite doar publicitate locală (10% din emisiuni) restul fiind destinat emisiunilor TVR1. Din a doua jumatate a anului 2011, acest canal a inceput a difuza telenovele latino.
În vara anului 2014 postul a suferit un rebrand, devenind Canal 2 ca post pentru femei.
Pe data de 30 octombrie 2023 Canal 2 Moldova A fost închis.

## Telenovele
- Dragoste și Ciocolată (difuzare: 11 iulie 2011 - 22 octombrie 2011) [SUA-Columbia-Spania,2007]
- Doña Bárbara (difuzare: 05 septembrie 2011 - 31 mai 2012) [SUA-Columbia,2008-2009]
- Furtuna (difuzare: 05 septembrie 2011 - 06 iulie 2012) [Columbia-SUA,2005-2006]
- A doua viață (difuzare: 24 octombrie 2011 - 15 mai 2012) [Columbia-SUA-Spania,2005-2006]
- Prizoniera (difuzare: 24 octombrie 2011 - 29 iunie 2012) [Columbia-SUA,2004]
- Fantoma Elenei (difuzare: 16 mai 2012 - 25 octombrie 2012) [SUA,2010-2011]
- Moștenitorii (difuzare: 25 iunie 2012 - 19 decembrie 2012) [Columbia-SUA,2011]
- Aurora (difuzare: 02 iulie 2012 - 08 ianuarie 2013) [SUA,2010-2011]
- Inima mea insistă (În România telenovela este denumită Lola) (difuzare: 27 august 2012 - 07 martie 2013) [SUA,2011]
- Prima Doamnă (difuzare: 31 decembrie 2012 - 10 mai 2013) [Columbia,2011-2012]
- Jurământul (difuzare: 04 februarie 2013 - prezent) [Mexic-SUA,2008]

## Seriale
| Nr | Titlul                              | Difuzare Canal 2                                                       | Tara Productiei     | Anul Productiei | Episoade |
| -- | ----------------------------------- | ---------------------------------------------------------------------- | ------------------- | --------------- | -------- |
| 1  | Dragoste și Ciocolată               | 11 iulie 2011 - 22 octombrie 2011                                      | SUA-Columbia-Spania | 2007            | 150      |
| 2  | Doña Bárbara                        | 05 septembrie 2011 - 31 mai 2012                                       | SUA-Columbia        | 2008-2009       | 190      |
| 3  | Furtuna                             | 05 septembrie 2011 - 06 iulie 2012                                     | Columbia-SUA        | 2005-2006       | 216      |
| 4  | A doua viață                        | 24 octombrie 2011 - 15 mai 2012                                        | Columbia-SUA-Spania | 2005-2006       | 143      |
| 5  | Prizoniera                          | 24 octombrie 2011 - 29 iunie 2012                                      | Columbia-SUA        | 2004            | 180      |
| 6  | Fantoma Elenei                      | 16 mai 2012 - 25 octombrie 2012                                        | SUA                 | 2010-2011       | 117      |
| 7  | Moștenitorii                        | 25 iunie 2012 - 19 decembrie 2012                                      | SUA-Columbia        | 2011            | 128      |
| 8  | Aurora                              | 02 iulie 2012 - 08 ianuarie 2013                                       | SUA                 | 2010-2011       | 135      |
| 9  | Inima mea insistă (în România:Lola) | 27 august 2012 - 07 martie 2013                                        | SUA                 | 2011            | 133      |
| 10 | Prima Doamnă                        | 31 decembrie 2012 - 10 mai 2013; 02 decembrie 2013 - 11 aprilie 2014   | Columbia            | 2011-2012       | 95       |
| 11 | Jurământul                          | 04 februarie 2013 - 03 iulie 2013; 02 decembrie 2013 - 28 aprilie 2014 | Mexic-SUA           | 2008            | 106      |
| 12 | Inimă curajoasă                     | 11 martie 2013 - 10 ianuarie 2014                                      | SUA                 | 2012-2013       | 206      |
| 13 | Căutând-o pe Elisa                  | 03 martie 2014 - prezent                                               | SUA                 | 2010            | 100      |
| 14 | Bahar: Viata furata                 | 2016 - prezent                                                         | Turcia              | 2014 - 2017     | 131      |

## Seriale rusești și ucrainene
| Nr | Titlul                                            | Difuzare Canal 2                                                                                    | Tara Productiei | Anul Productiei | Episoade  |
| -- | ------------------------------------------------- | --------------------------------------------------------------------------------------------------- | --------------- | --------------- | --------- |
| 1  | Inspectorii AUTO                                  | 19 decembrie 2011 - 28 ianuarie 2012                                                                | Rusia           | 2008            | 32        |
| 2  | Familia Prietenoasă                               | 2012(2 difuzari), 29 octombrie 2012 - sfârșitul lunii ianuarie 2013                                 | Rusia           | 2001-2005       | 67        |
| 3  | Martor Tacut                                      | 2012                                                                                                | Rusia           | 2007            | 100       |
| 4  | Respiră cu mine                                   | 09 iulie 2012 - 03 august 2012; 21 ianuarie 2013 - 21 februarie 2013                                | Rusia           | 2010            | 20        |
| 5  | Respiră cu mine 2. Fericire cu împrumut           | 06 august 2012 - 23 august 2012; 22 februarie 2013 - 19 martie 2013                                 | Rusia           | 2012            | 14        |
| 6  | Înger bezmetic                                    | 27 august 2012 - 21 septembrie 2012                                                                 | Rusia           | 2008            | 20        |
| 7  | Trădarea                                          | 24 septembrie 2012 - 04 octombrie 2012; 09 ianuarie 2013 - 18 ianuarie 2013                         | Rusia           | 2011            | 8         |
| 8  | Patrula Marină 2                                  | 08 octombrie 2012 - 25 octombrie 2012                                                               | Rusia           | 2009            | 12        |
| 9  | Jamaica                                           | 29 octombrie 2012 - 01 martie 2013; 06 mai 2013 - 06 septembrie 2013                                | Rusia-Ucraina   | 2012            | 90        |
| 10 | Păzea, sefu'                                      | 04 martie 2013 - 04 aprilie 2013                                                                    | Rusia           | 2012            | 24        |
| 11 | Pe lista de așteptare                             | 20 martie 2013 - 08 aprilie 2013                                                                    | Rusia-Ucraina   | 2012            | 12        |
| 12 | Marusea                                           | 08 aprilie 2013 - 26 iulie 2013                                                                     | Rusia-Ucraina   | 2010            | 80        |
| 13 | Un bilet norocos                                  | 11 aprilie 2013 - 22 aprilie 2013; 10 februarie 2014 - 19 februarie 2014                            | Rusia-Ucraina   | 2012            | 8         |
| 14 | În afara ariei de acoperire                       | 23 aprilie 2013 - 26 aprilie 2013; 13 mai 2013 - 16 mai 2013; 04 februarie 2014 - 07 februarie 2014 | Ucraina         | 2008            | 4         |
| 15 | Noua mea viață                                    | 29 aprilie 2013 - 02 mai 2013; 17 ianuarie 2014 - 22 ianuarie 2014                                  | Ucraina         | 2012            | 4         |
| 16 | Marusea. Revenirea                                | 29 iulie 2013 - 21 octombrie 2013                                                                   | Rusia-Ucraina   | 2011            | 90        |
| 17 | Marusea. Încercările                              | 22 octombrie 2013 - 23 decembrie 2013                                                               | Rusia-Ucraina   | 2011            | 85        |
| 18 | Prințesa circului                                 | 24 decembrie 2013 - 07 martie 2014                                                                  | Rusia           | 2008            | 115       |
| 19 | Mort. Viu. Periculos                              | 13 ianuarie 2014 - 16 ianuarie 2014                                                                 | Ucraina         | 2006            | 4         |
| 20 | Convoi european                                   | 23 ianuarie 2014 - 28 ianuarie 2014                                                                 | Ucraina         | 2003            | 4         |
| 21 | Mercantiliștii                                    | 29 ianuarie 2014 - 03 februarie 2014                                                                | Ucraina         | 2004            | 4         |
| 22 | Dragoste și alte gogomănii                        | 10 martie 2014 - 28 martie 2014                                                                     | Rusia           | 2010            | 26 din 48 |
| 23 | Verigheta                                         | 31 martie 2014 - prezent                                                                            | Rusia           | 2008-2012       | 50+ (820) |
| 24 | Mezalianță întru salvare (Неравный брак)          | 14 aprilie 2014 - prezent                                                                           | Rusia           | 2012-2013       | 30+ (150) |
| 25 | Polițiștii / Tovarășii polițiști (МУР. «Артисты») | 29 aprilie 2014 - prezent                                                                           | Rusia           | 2011            | 26+       |